# Tilli Motor Company
Tilli Motor Company war ein australischer Hersteller von Automobilen.

## Unternehmensgeschichte
Das Unternehmen aus Melbourne war ursprünglich im Zubehörbereich für Automobile tätig. 1957 begann unter Leitung von Reg Tilley die Produktion von Automobilen. Der Markenname lautete Tilli. Geplant war, monatlich 200 Fahrzeuge herzustellen. Im gleichen Jahr endete die Automobilproduktion. Insgesamt entstanden vier Fahrzeuge.

## Fahrzeuge
Das einzige Modell war der dreirädrige Capton. Gray & Harper lieferte die Fahrgestelle mit 1829 mm Radstand. Darauf wurde eine zwei- bis dreisitzige Karosserie aus Fiberglas montiert. Zur Wahl standen Roadster und Coupé. Ein Zweizylinder-Zweitaktmotor von der British Anzani Motor Company mit 350 cm³ Hubraum und 15 bis 16 PS Leistung trieb die Fahrzeuge an.